# 八百壮士 (1938年の映画)
『八百壮士』（はっぴゃくそうし、中国語: 八百壮士、英語: 800 Heroes）は、1938年に公開された中国映画で、国民政府軍時委員会政治部の監察の下で、当時重慶市に移転していた中国電影制片廠が制作した戦争映画。応雲衛が監督を務め、袁牧之、陳波兒、洪虹などが主演した。この映画はイギリス領香港、ミャンマー、フィリピン、フランス、スイスなどで上映され、大きな反響を呼んだ。この映画はサイレント映画であるが、兵士たちが「松花江上」を歌う場面では一部だけ人の声が入っている。この作品は、断片だけが残されている。

## あらすじ
映画の冒頭、世界征服を夢想した日本帝国主義は、まず中国を征服するため、1937年7月7日に盧溝橋事件を起こし、大規模な侵略をおこない、けだもののような行動を露わにした。1937年8月13日、大日本帝国が中華民国の上海市に侵攻したが、国民革命軍第88師団第524連隊の司令官であった謝晋元は、480人の若い将兵たち、いわゆる「八百壮士（800人の英雄）」を率いて四行倉庫の守備に当たった。ガールスカウト（女童軍）の楊恵敏は、危険を冒して国旗を持参して兵士たちの士気を高め、撤退するまで食料や医薬品ももたらした。

## キャスト
| 演者   | 配役   | 注記                                  |
| 袁牧之 | 謝晋元 | 国民革命軍第88師団第524連隊長（團長） |
| 陳波兒 | 楊恵敏 | ガールスカウト（女童軍）              |
| 洪虹   |        |                                       |

## 関連作品
- ロンゲスト・ブリッジ（中国語版）（1976年の台湾映画）
- エイト・ハンドレッド 戦場の英雄たち（中国語版）（2020年の中国映画）